# 兰田别墅
兰田别墅，位于中国广东省东莞市东莞市横沥镇田头村，为东莞市的一个市、县级文物保护单位，类型为古建筑，公布时间为2004年1月8日。
兰田别墅的历史年代为清代。